# James Irwin

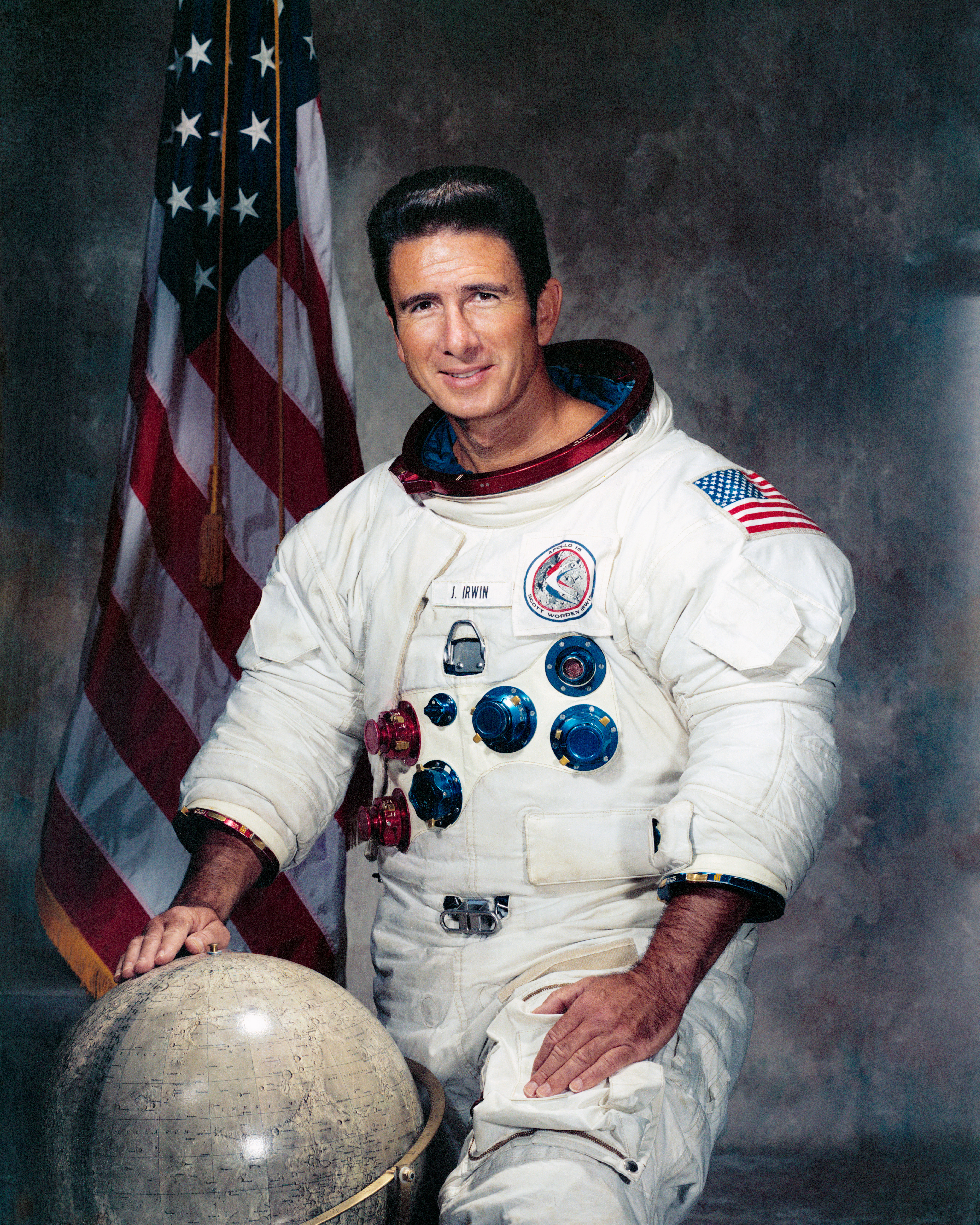
James Irwin in 1971

James Benson Irwin (Pittsburgh, 17 maart 1930 – Glenwood Springs, 8 augustus 1991) was een Amerikaans astronaut.
Irwin was de piloot van de maanlander van Apollo 15 (1971), de vierde landing op de maan en was daarmee de achtste persoon die voet zette op de maan. Tijdens deze missie werd voor het eerst een maanwagen (Engels: Lunar Rover Vehicle, LRV) gebruikt. Later werd hij bekend als een 'wedergeboren christen' die het creationisme toegedaan was. Irwin organiseerde verschillende expedities naar de berg Ararat in Turkije, waar hij (tevergeefs) zocht naar de Ark van Noach.
Irwin klokte bij de Amerikaanse luchtmacht 7015 vlieguren, waarvan 5300 in straalvliegtuigen. Hij verbleef 295 uur en 11 minuten in de ruimte; 19 uur en 46 minuten verbleef hij buiten het ruimtevaartuig. In 1972 verliet hij NASA en de luchtmacht en richtte de religieuze High Flight Foundation op te Colorado. James Irwin en zijn vrouw Mary Ellen kregen vijf kinderen. Irwin overleed aan een hartaanval.